# Rajagaluh Lor
Rajagaluh Lor is een bestuurslaag in het regentschap Majalengka van de provincie West-Java, Indonesië. Rajagaluh Lor telt 3846 inwoners (volkstelling 2010).